# Châteauneuf (Saône-et-Loire)
Châteauneuf is een gemeente in het Franse departement Saône-et-Loire (regio Bourgogne-Franche-Comté) en telt 110 inwoners (2009). De plaats maakt deel uit van het arrondissement Charolles.

## Geografie
De oppervlakte van Châteauneuf bedraagt 1,3 km², de bevolkingsdichtheid is dus 84,6 inwoners per km².
De onderstaande kaart toont de ligging van Châteauneuf (Saône-et-Loire) met de belangrijkste infrastructuur en aangrenzende gemeenten.

## Demografie
Onderstaande figuur toont het verloop van het inwonertal (bron: INSEE-tellingen).